# Camilla (Tochter des Metabus)

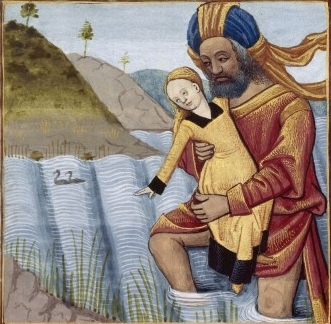
Metabus und Camilla (Illustration zu De mulieribus claris des Boccaccio, 15./16. Jahrhundert)

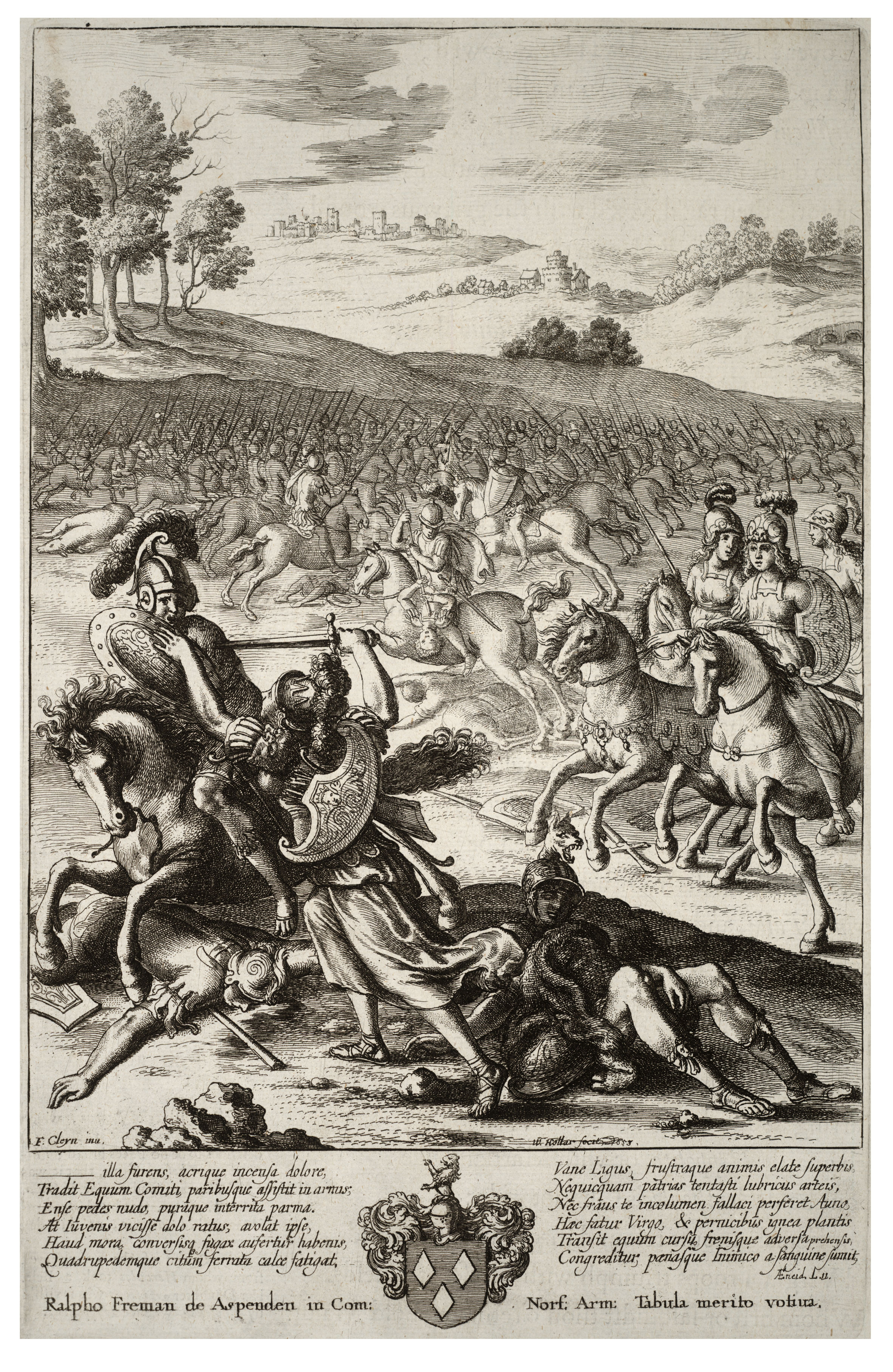
Camilla tötet Aunus (Stich von Wenzel Hollar, 17. Jahrhundert)

Camilla (lateinisch „freigeborene, ehrbare Jungfrau“, hier auch „Opferpriesterin“) ist eine amazonenhafte Kriegerin der römischen Mythologie.

## Mythos
Camilla war die Tochter von Metabus, dem König der Volsker, und der Casmilla aus der volskischen Stadt Privernum. Als Metabus wegen seines jähzornigen Charakters vertrieben wird, flieht er mit seiner noch kleinen Tochter Camilla vor seinen Feinden. Am Fluss Amisenus, der Hochwasser führt, weiß er nicht, wie er mit seiner Tochter das andere Ufer erreichen soll. In seiner Not bindet er das Wickelkind an seinen Eschenspeer und verspricht der Diana, dass er Camilla ihrem Dienst weihen werde, falls sie unverletzt das andere Ufer erreiche. Dann schleudert er die Waffe zum anderen Ufer und durchschwimmt den reißenden Fluss. Camilla überlebt wohlbehalten, wird von einer Stute gesäugt und wächst auf zu einer wehrhaften Jägerin.
Als Aeneas Italien erreichte, kämpfte Camilla gegen ihn und fiel in der Schlacht durch den Etrusker Arruns. Den Mörder von Camilla traf daraufhin die Rache der Göttin Diana und er fällt durch den Pfeil der Opis, der Gefährtin der Camilla.
Der Mythos ist nur von Vergil überliefert. Ob er sich auf irgendwelche Vorbilder gestützt hat, ist umstritten. Auffällig ist die Ähnlichkeit mit dem Mythos von Harpalyke und ihrem Vater.

## Rezeption
In der nachantiken Rezeption wird Camilla zum Idealbild einer heldenhaften Jungfrau, zunächst schon bei dem Kirchenvater Hieronymus, dann bei Dante Alighieri und den Dichtern der Renaissance (zum Beispiel in Giovanni Boccaccios De claris mulieribus) und des Barock. In den Commentarii Pius’ II. wird die zeitgenössische Gestalt der Jeanne d’Arc mit Camilla verglichen. Eine der bekanntesten und erfolgreichsten Adaptionen des Stoffes war Giovanni Bononcinis Oper Il Trionfo di Camilla, regina de’ Volsci, die am 27. Dezember 1696 am Teatro San Bartolomeo in Neapel uraufgeführt wurde, mit der berühmten Vittoria Tarquini in der Hauptrolle.